# Craseomys rufocanus
L'arvicola di Sundevall (Craseomys rufocanus (Sundevall, 1846)) è un roditore appartenente alla famiglia dei Cricetidi (Cricetidae).

## Descrizione
L'arvicola di Sundevall presenta una livrea caratteristica con dorso bruno-rossastro, fianchi e guance grigio-bluastri e ventre grigio chiaro. Con una lunghezza testa-tronco di 90-135 millimetri, è un'arvicola di dimensioni relativamente grandi. La coda misura 25-45 millimetri ed è pari a circa il 25% della lunghezza totale. La specie pesa tra 20 e 55 grammi.

## Biologia
L'arvicola di Sundevall è un'abile arrampicatrice e nuotatrice. È restia a scavare nel terreno, preferendo utilizzare cavità già esistenti. In inverno, invece, scava lunghi sistemi di gallerie nella neve che ricopre la superficie del suolo. Il nido, di forma sferica, è situato appena al di sopra del terreno ed è imbottito con erba, ramoscelli, corteccia di betulla e paglia.
I nidi estivi si trovano di solito tra le radici o le rocce e talvolta sugli alberi. L'arvicola di Sundevall preferisce i terreni montuosi, ma all'estremità settentrionale del suo areale si può incontrare anche vicino alla costa. Ha abitudini principalmente crepuscolari, ma in estate a volte la si può vedere nelle ore centrali della giornata.
La dieta consiste principalmente di foglie e piante erbacee. Essa viene integrata con bacche e, in inverno, anche con corteccia e ramoscelli. Lo zoologo svedese Kai Curry-Lindahl afferma che può nutrirsi anche del mangime per gli animali domestici.
Ogni femmina possiede un proprio territorio e si accoppia con diversi maschi. La stagione degli amori va da maggio a settembre. Nascono da 2 a 10 (di solito 5 o 6) piccoli per cucciolata. La femmina può partorire anche 3 o 4 volte in una sola stagione.

## Distribuzione e habitat
Questa specie vive in Scandinavia a nord del 65º parallelo e nella taiga russa.